# 磯村建設
株式会社磯村建設（いそむらけんせつ）は、かつて存在した日本の建設会社及び不動産会社である。主に埼玉県大里郡寄居町の東武鉄道東上本線沿線の建売住宅を取り扱っていた。

## 概要
1967年11月に設立、本社は東京都新宿区西新宿にあった。代表取締役社長は磯村禧久治。子会社に「磯村住宅販売」「三宝工務店」があった。
1970年代後半よりテレビコマーシャルを大量に放映し、販売価格は「1000万円台」を強調、「住宅ローンを組んでも月々の支払い額は賃貸住宅の家賃並みであり、生活に負担をかけないでマイホームが買える」という謳い文句を強調した庶民向けの宣伝戦略を採っていた。
この背景には高度経済成長を経た時期における地価高騰と大都市の人口急増による住宅不足があり、土地に余裕のある郊外での住宅開発が極めて盛んで、当時の鉄道路線で、東京から90分以上かかる土地でも東京への通勤圏内であると宣伝した宅地開発が行われていた。また1975年頃から1985年8月まで、群馬県吾妻郡嬬恋村鎌原にテニスコートやショッピングストア、レストランや管理事務所も備えた「サンハイツ白樺の里」という名称の別荘地を新聞広告などで精力的に宣伝し、1978年には鉄筋コンクリート造りのホテルのような機能を持った会員制リゾート施設「ビラ軽井沢」を開業するに至った。
1984年には年間48億円を売り上げ、従業員数も75人を数えたが、翌1985年8月23日に二度目の不渡りを出し、89億円の負債を抱え、同年9月17日に破産宣告を受け、設立から18年で倒産した。この際、住宅の購入者がローンを完済しても抵当権が残ってしまうトラブルが発生して約170人の被害者を出し、衆議院大蔵委員会でも採り上げられた。これは、磯村建設が住宅を販売する際に所有権留保で登記したため、本来であれば登記名義人を購入者にするところを“磯村建設所有のままにし、月々の分割代金と固定資産税を磯村建設の子会社である磯村住宅販売に支払う”という仕組みにした結果、抵当権が磯村建設名義となってしまい、磯村建設破産時に大蔵省（当時）に差し押さえられてしまったためである。また、破産した際に建設途中の数多くの住宅の所有権が裁判所の管理下に置かれたため、工事が中断され、建設途中の状態のまま放置されていることも報道された。

## 略史
- 1967年11月 - 設立
- 1977年11月5日 - 寄居町における新築住居の引渡しの際、プロパンガスの爆発事故を起こし、入居予定者2名に手指切断等の大怪我を負わせる（のち、破産宣告後の1985年9月24日、プロパンガス業者と共に約6000万円の損害賠償判決）[4]。
- 1985年
  - 7月23日 - 一度目の不渡り
  - 8月23日 - 二度目の不渡り[5]
  - 9月19日 - 破産宣告[4]
  - 9月21日 - 中小企業信用保険法の「再生中小企業者」となる[6]。
- 1989年
  - 5月10日 - 宅地建物取引業保証協会の営業保証金相当額が2,500万円（旧法適用分750万円）である旨公告される[7]。
  - 12月11日 - 東京地方裁判所昭和60年（フ）第726号破産事件（破産者株式会社磯村建設）の中間配当（労働債権）として、配当に加えるべき債権の総額12,739,697円、配当することのできる金額12,739,697円が配当される[8]。
- 1994年12月22日 - 上記事件の最後配当として、配当に加えるべき債権の総額4,330,608,174円、配当することのできる金額219,561,777円が配当される[9]。

## コマーシャル
関東ローカルでは盛んにテレビCMを打ち、メロディーに乗せて代表電話番号をアナウンスするテレビCMを放送していた。
そのテレビCMは、主に夕方の番組（フジテレビのアニメの再放送枠やTBSの『夕やけロンちゃん』）や、昼11時30分スタートのニュース番組枠などで放映されていた。また、新聞広告でも社名の前に「テレビでおなじみの…」というキャッチフレーズを入れて盛んにテレビCMを打っていることをアピールしていた。

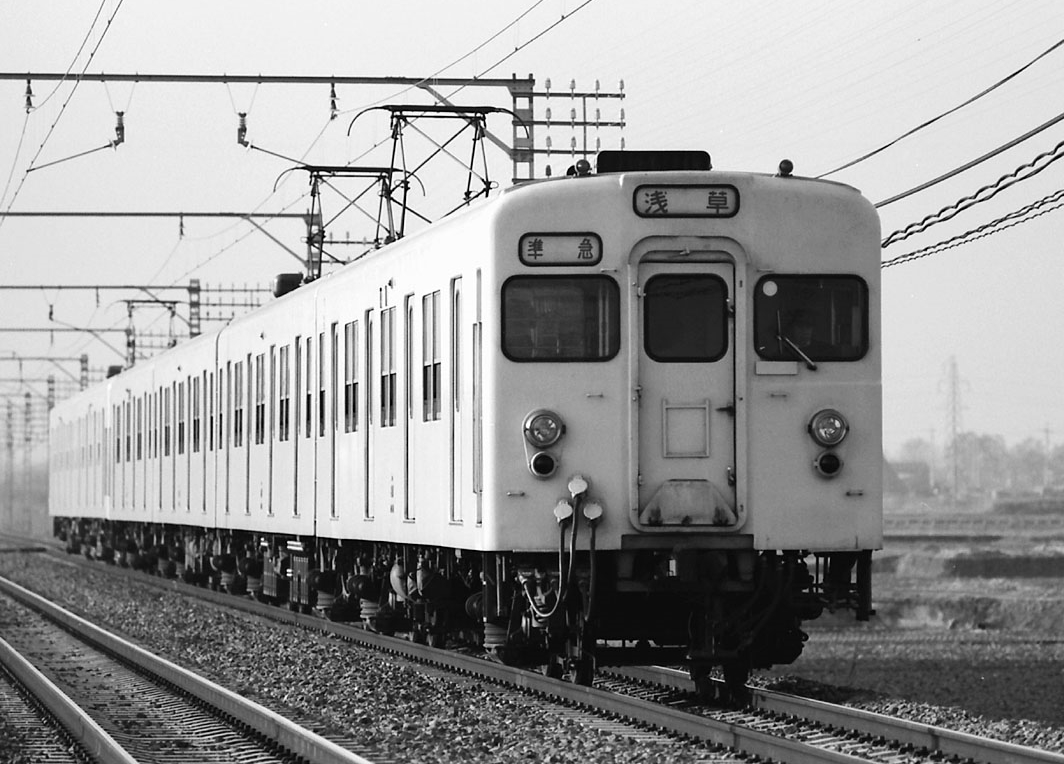
「池袋へ直通81分 東武東上線男衾駅徒歩19分」テレビCMに登場した東上線電車と同形・同外観の車両(写真は東武伊勢崎線を走行する8000系)

## 主な分譲地
- ひばりヶおか（男衾駅より徒歩18分）
- 柏田ニュータウン（男衾駅より徒歩18分）
- サンハイツめじろ台（鉢形駅より徒歩10分）
- 桜沢ニュータウン（鉢形駅より徒歩15分）

上記の分譲地はいずれも埼玉県大里郡寄居町の東武東上線沿線に存在し、最寄り駅から東京の池袋まで片道約1時間30分かかる上、最寄り駅から分譲地までの交通の便が悪く、周辺に商店や街灯もない状況であった。ちなみに分譲当時の東武東上線には、男衾駅や鉢形駅から池袋駅まで直通運転する列車がわずかに存在した。
「ひばりヶおか」は東京都西東京市のひばりが丘、「めじろ台」は八王子市のめじろ台とはそれぞれ全く関係はなく、デベロッパーが連想させる目的で名付けたものである。
- サンハイツ白樺の里（群馬県吾妻郡嬬恋村鎌原）

磯村建設は、埼玉県内で住宅分譲地を展開する前の1975年頃、群馬県の北軽井沢で別荘地の開発を行っていた。鉄筋コンクリート造の会員制リゾート施設「ビラ軽井沢」を中核に、レストランやショッピングセンター、テニスコートを備えた「ビラリース」と銘打ち、貸別荘向け投資物件として販売していたが、冬季は氷点下10度に達する北軽井沢で耐寒・耐雪を考慮しない構造の木造アパート形式の別荘を区分所有させる形で販売するなどの無謀な開発を行っており、2021年現在、同別荘地はほとんどの別荘が使用されないまま放置され、廃墟化している。

## 註
1. 1 2 3  『第103回国会　衆議院　大蔵委員会　第1号　昭和60年11月8日』。磯村建設に関する質疑の発言番号・発言者は「160　宮地正介」から「166　松尾邦弘」まで。
2. 1 2 3 4 5 6  「磯村建設」『会社総鑑 未上場会社版 1982年版』日本経済新聞社、1982年5月、60頁。NDLJP:11937666/115。
3. 1 2  “建て売り分譲の磯村建設、二回目の不渡り。”. 日本経済新聞. 日本経済新聞社. (1985年8月25日)
4. 1 2  “引っ越し、その日にプロパン爆発　新居の悲劇　6000万円払え　東京地裁判決”. 読売新聞. 読売新聞社. (1985年9月25日)
5. ↑  “磯村建設が倒産　負債額は70億円”. 朝日新聞. 朝日新聞社. (1985年8月25日)
6. ↑  『官報』第17586号10ページ、昭和60年通商産業省告示第386号「中小企業信用保険法第二条第四項第一号の事業者を指定する件」1985年9月21日
7. ↑  『官報』号外第63号12ページ「宅地建物取引業保証協会弁済業務保証金取りもどし公告」1989年5月10日
8. ↑  『官報』第255号29ページ「配当公告」1989年12月11日
9. ↑  『官報』第1551号27ページ「配当公告」1994年12月22日
10. ↑  1985年8月13日読売新聞広告
11. ↑  1975年6月5日読売新聞広告